# Laguna de Términos
La laguna de Términos es una laguna costera de México localizada en la costa del golfo de México, específicamente en el golfo de Campeche, en el litoral del estado mexicano del mismo nombre, al suroeste de la península de Yucatán.
El nombre de laguna de Términos se debe a que la expedición española de Juan de Grijalva, quien fue el primer europeo en llegar a la isla del Carmen en 1518, creyó que la laguna separaba lo que se creía entonces era la isla de Yucatán de tierra firme. La laguna está alimentada por ríos que contribuyen a la existencia de un importante y rico ecosistema tropical.
Vecina de la Reserva de la Biósfera Pantanos de Centla, forma parte de la mayor cuenca hidrológica del país. Se trata de un extenso humedal donde los pantanos filtran el agua. Mide 70 km de largo por 40 de ancho.
Dentro de la laguna existen grandes bosques de manglares, que constituyen una efectiva barrera contra las inundaciones, y reducen el impacto de fenómenos meteorológicos como huracanes y tormentas tropicales. Además, el manglar sirve como reservorio de especies -crustáceos y peces-, y es un sitio propicio para la anidación de aves y reptiles.
Fue declarada como área de protección de flora y fauna el 6 de junio de 1994 y cuenta con un área de 705 016 hectáreas, lo que lo convierte en una de las áreas naturales protegidas más grandes del país.
El 2 de febrero de 2004, esta área se incluyó en la lista de sitios Ramsar.
En la laguna desembocan ríos como Palizada, Chumpán y Candelaria, entre otros, y lagunas como las de Pom, Atasta, del Corte, San Carlos, del Este, de Balchacah y de Palau. En sus aguas se pesca camarón, robalo, mojarra, cazón, ostión y tortugas. Se ha observado una presencia importante de delfines.

## Biodiversidad
De acuerdo al Sistema Nacional de Información sobre Biodiversidad de la Comisión Nacional para el Conocimiento y Uso de la Biodiversidad (CONABIO) en el Área de Protección de Flora y Fauna Laguna de Términos habitan más de 2,240 especies de plantas y animales de las cuales 118 se encuentra dentro de alguna categoría de riesgo de la Norma Oficial Mexicana NOM-059 y 107 son exóticas.